# الجمعية الوطنية لتدريس العلوم
الجمعية الوطنية لتدريس العلوم (NSTA) تأسست في عام 1944 (باسم الجمعية الوطنية لمعلمي العلوم) ومقرها في أرلنغتون، فيرجينيا، وهي رابطة لمعلمي العلوم في الولايات المتحدة وهي أكبر منظمة لمعلمي العلوم في جميع أنحاء العالم. تضم عضوية NSTA الحالية ما يقرب من 40.000 منهم معلمي العلوم ومشرفي العلوم والإداريين والعلماء وممثلي الأعمال والصناعة وغيرهم من المشاركين في تعليم العلوم والملتزمين به.
تصدر الجمعية مجلة مهنية لكل مستوى من مستويات تدريس العلوم؛ صحيفة، تقارير NSTA؛ والعديد من الكتب التعليمية والمنشورات المهنية الأخرى. تجري NSTA كل عام مؤتمرًا وطنيًا وسلسلة من مؤتمرات المنطقة. تستقطب هذه الأحداث أكثر من 30000 زائر سنويًا. تعمل الرابطة كمدافع عن معلمي العلوم من خلال إبقاء أعضائها والجمهور العام على اطلاع بالقضايا والاتجاهات الوطنية في تعليم العلوم.